# Drepano
Drepano (gr. Δρέπανο) – miejscowość w Grecji, nad Zatoką Argolidzką,  na Półwyspie Peloponeskim, w administracji zdecentralizowanej Peloponez, Grecja Zachodnia i Wyspy Jońskie, w regionie Peloponez, w jednostce regionalnej Argolida, w gminie Nauplion. W 2011 roku liczyła 1272 mieszkańców. Mieszkańcy utrzymują się z turystyki i uprawy cytrusów. Drepano znajduje się w pobliżu większych miast Nauplion i Tolo.